# Proces załogi Mittelbau-Dora (US vs. Kurt Andrae i inni)
Proces załogi Mittelbau-Dora (US vs. Kurt Andrae i inni) – jeden z procesów wytoczonych przez aliantów funkcjonariuszom niemieckich obozów koncentracyjnych po zakończeniu II wojny światowej. Przed Amerykańskim Trybunałem Wojskowym w Dachau stanęło 19 byłych członków załogi Mittelbau-Dora (Nordhausen), oskarżonych o popełnienie zbrodni wojennych i przeciw ludzkości podczas służby w obozie. Proces odbył się w dniach 7 sierpnia–31 grudnia 1947.
W wyniku przeprowadzonego przewodu sądowego 15 oskarżonych zostało uznanych za winnych stawianych im zarzutów, a 4 uniewinniono. Hans Karl Möser, kierownik obozu, jako jedyny skazany został na karę śmierci (wyrok wykonano przez powieszenie 26 listopada 1948). 7 oskarżonych skazano na dożywotnie pozbawienie wolności, a 7 na terminowe kary pozbawienia wolności (od 25 do 5 lat).

## Werdykt amerykańskiego trybunału wojskowego w procesie załogi Buchenwaldu (US vs. Kurt Andrae i inni)
| Oskarżony          | Stopień             | Funkcja                                              | Wyrok                                                                        |
| ------------------ | ------------------- | ---------------------------------------------------- | ---------------------------------------------------------------------------- |
| Hans Karl Möser    | SS-Hauptsturmführer | Schutzhaftlagerführer                                | śmierć przez powieszenie (wyrok wykonano 26 listopada 1948)                  |
| Erhard Brauny      | SS-Hauptscharführer | komendant podobozu                                   | dożywotnie pozbawienie wolności                                              |
| Georg König        | SS-Hauptscharführer | Rapportführer                                        | dożywotnie pozbawienie wolności                                              |
| Otto Brinkmann     | SS-Hauptscharführer | Rapportführer                                        | dożywotnie pozbawienie wolności                                              |
| Wilhelm Simon      | SS-Oberscharführer  | Arbeitseinsatzführer                                 | dożywotnie pozbawienie wolności                                              |
| Rudolf Jacobi      | SS-Hauptscharführer | kierownik budowy baraków obozowych                   | dożywotnie pozbawienie wolności                                              |
| Emil Bühring       | SS-Scharführer      | nadzorca w obozowym areszcie                         | dożywotnie pozbawienie wolności                                              |
| Josef Kilian       | więzień funkcyjny   | starszy bloku                                        | dożywotnie pozbawienie wolności                                              |
| Willi Zwiener      | więzień funkcyjny   | Lagerältester                                        | 25 lat pozbawienia wolności                                                  |
| Arthur Kurt Andrae | SS-Hauptscharführer | kierownik obozowej poczty                            | 20 lat pozbawienia wolności                                                  |
| Oskar Helbig       | SS-Oberscharführer  | kierownik magazyny żywnościowego                     | 20 lat pozbawienia wolności (kara zamieniona na 10 lat pozbawienia wolności) |
| Richard Walenta    | więzień funkcyjny   | starszy w podobozie                                  | 20 lat pozbawienia wolności                                                  |
| Heinz Detmers      | SS-Hauptsturmführer | adiutant komendanta obozu                            | 7 lat pozbawienia wolności                                                   |
| Paul Maischein     | SS-Rottenführer     | sanitariusz                                          | 5 lat pozbawienia wolności                                                   |
| Walter Ulbricht    | więzień funkcyjny   | urzędnik w podobozie                                 | 5 lat pozbawienia wolności                                                   |
| Heinrich Schmidt   | SS-Hauptsturmführer | lekarz obozowy                                       | uniewinniony                                                                 |
| Kurt Heinrich      | SS-Obersturmführer  | adiutant komendanta obozu                            | uniewinniony                                                                 |
| Josef Fuchsloch    | SS-Hauptscharführer | zastępca komendanta podobozu                         | uniewinniony                                                                 |
| Georg Rikhey       | pracownik cywilny   | dyrektor generalny przedsiębiorstwa Mittelwerke GmbH | uniewinniony                                                                 |